# ドーラン・タイジ
ドーラン・タイジ(モンゴル語: Doγolang Tayiǰi、中国語: 多郭朗台吉、? - 1476年)とは、15世紀後半におけるモンゴルジン＝トゥメト部の統治者である。チンギス・カンの弟カチウンの後裔であり、ボライ・タイシと組んでマルコルギス・ハーンを弑逆するなど活躍したが、最後にはマンドゥールン・ハーンに殺された。漢文史料では鄭王脱脱罕、瘸太子、瘸王子と表記され、この内「瘸太子(王子)」がDoγolang Tayiǰiの翻訳で、脱脱罕(トクトアハン)が本名であると見られる。また、史料によってはドガラン・タイジ（Doγalang Tayiǰi,ドガラン太子)とも表記される。

## 概要
チンギス・カンの弟カチウンを始祖とするカチウン王家はアルチダイがチンギス・カンより分封を受けて以来、ヒンガン山脈周辺に遊牧地を持つ有力勢力として知られていた。北元時代に入ると、カチウン王家が統治する集団は明朝の影響下に入って卜剌罕衛と呼ばれ、またモンゴル側ではチャガン・トゥメンとも呼称された。ドーラン・タイジはモンゴル語史料でオイラトと戦ったことが記される、「チャガン・トゥメンのエセクイ(Eseküi)」の親者か、或いはその別名ではないかと推測されている。
1440-50年代、オイラトのエセンがモンゴルを征服したことによって東部モンゴリアは遊牧集団の移動が相継ぎ、従来ノーン河流域で遊牧していたウリヤンハイ三衛、卜剌罕衛といった集団は南下して万里の長城附近で遊牧するようになった。1454年、モンゴリア全域を支配していたエセンが殺されると各地で有力者が自立して覇権を競う時代が到来し、内モンゴル西部ではハラチン部のボライ・タイシが、東部ではベルグテイ裔のモーリハイ・オンがマルコルギス・ハーンを擁立して有力となった。
しかし、ボライ・タイシはやがてマルコルギス及びモーリハイと対立するようになり、最終的にマルコルギス・ハーンを弑逆するに至った。『蒙古源流』などのモンゴル語史料によるとマルコルギス殺害の実行犯はドローン・トゥメト（Doloγan Tümed,7トゥメトの意）を率いるドーラン・タイジであったと記されており、マルコルギス-モーリハイの同盟に対してボライとドーラン・タイジが同盟を組んでハーン殺害に至ったものと見られる。モーリハイはマルコルギス・ハーンの弑逆を受けて直ちにボライを打倒してモーラン・ハーンを擁立したが、同時期に外モンゴルではオイラトの勢力を再建したオシュ・テムルが東進しており、モーリハイはオルドス地方に逼塞することを余儀なくされた。成化元年(1465年)にはオイラトのオシュ・テムルが派遣した使者に卜剌罕衛の人物が随行していたことが記録されており、モーリハイと敵対するドーラン・タイジはこの時期オシュ・テムル率いるオイラト部族連合と同盟を組んでいたものと推測されている。
成化2年(1466年)にはモーリハイ・オン及びモーラン・ハーンが殺されたが当時のモンゴリアではこれといった有力者を欠いていたため、約10年に渡るハーン空位時代が到来した。この頃よりドーラン・タイジは明朝の記録に登場するようになり、成化6年(1470年)正月には明朝に使者を派遣して宣府鎮管下の野狐嶺より入貢することを要求した。入貢と偽って侵攻することを恐れた明朝によってこの要求は退けられたものの、この後も2月・3月と連続で使者を派遣している。
1470年代にはベグ＝アルスラン・タイシが東進してオルドス地方に入り、モンゴルの有力領侯の一人として知られるようになった。成化10年(1474年)にはベグ＝アルスラン・タイシとドーラン・タイジが明朝との国境地帯に近づき、明朝朝廷は鎮守・総兵等の官に警戒を呼びかけている。1475年、ベグ＝アルスラン・タイシはマンドゥールン・ハーンを擁立し、10年に渡る空位時代を終結させた。即位したマンドゥールン・ハーンはマルコルギス・ハーンの仇を取ると称して出陣し、ドーラン・タイジを殺してドローン・トゥメトを征服した。
マンドゥールン・ハーンはドーラン・タイジの最も有力な配下であったトゥルゲンを新たなトゥメト部領主とし、自らの娘をトゥルゲンの息子ホサイに嫁がせて姻戚関係を持った。これ以後、トゥメト部はカチウン家の統治を脱してトゥルゲンの家系を領主とする部族として活動するようになった。